# Колачевское

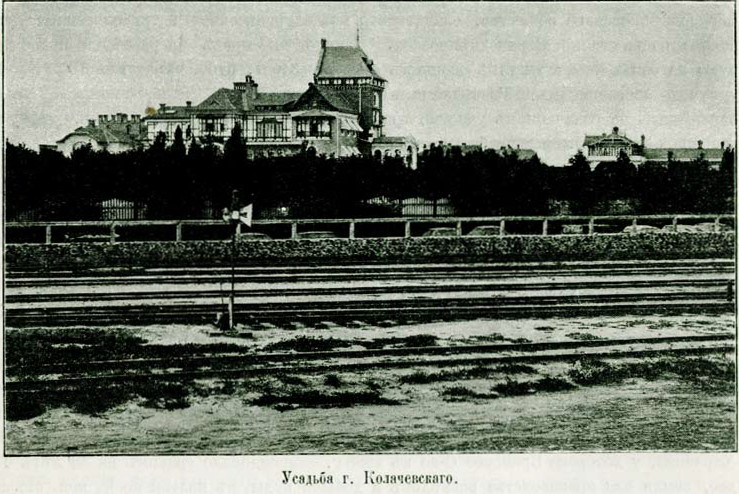
Вид со станции на усадьбу Сергея Колачевского

Колачевское — железнодорожная станция Приднепровской железной дороги в городе Кривой Рог.

## История
Открыта в 1895 году после постройки третьего участка Саксаганской железнодорожной ветки Екатерининской железной дороги, соединившись со станцией Роковатой. Открыта при участии рудопромышленника Сергея Колачевского.
В 1899 году, после постройки четвёртого участка Саксаганской железнодорожной ветки, соединилась со станцией Любомировкой. Обслуживала Весёлотерновский и Пужмерский рудники.
Со временем утратила своё значение. Закрыта в середине 1950-х годов.

## Характеристика
Располагалась на юго-западе от местечка Весёлые Терны на линии Долгинцево — Карнаватка — Анновка.
Имела казённую линию и три рудничные колеи, была оборудована эстакадами для погрузки в вагоны руды, которую обеспечивали два паровоза типа «кукушка». Имелась сеть стрелок, водонапорная башня, депо маневровых паровозов.
Обеспечивала перевалку до 14 миллионов пудов грузов. Промышленный оборот в 1900 году составлял около 1300 рублей.
Станция была местом рабочих собраний и маёвок, революционных событий 1905 и 1917 годов.